# LIGA (Fertigungsverfahren)
Das deutsche Akronym LIGA oder LiGA (steht für die Verfahrensschritte: Lithographie, Galvanik und Abformung) bezeichnet ein Verfahren, welches auf einer Kombination von Tiefenfotolithografie, Galvanik und Mikroabformung basiert. Das LIGA-Verfahren wurde Anfang der 1980er Jahre am damaligen Kernforschungszentrum Karlsruhe  von einem Team unter Leitung von Erwin Willy Becker und Wolfgang Ehrfeld im Rahmen der Entwicklung des Trenndüsenverfahrens zur Urananreicherung entwickelt, um extrem kleine Trenndüsen herstellen zu können.

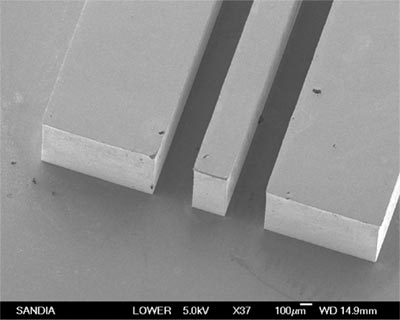
Mit dem LIGA-Verfahren hergestellte Wellenleiter (Dicke ca. 517 µm)

Das Verfahren ermöglicht die Herstellung von Mikrostrukturen mit kleinsten Abmessungen bis zu 0,2 µm, Strukturhöhen bis 3 mm, und Aspektverhältnissen bis 50 (für Detailstrukturen bis 500) aus den Materialien Kunststoff, Metall oder Keramik.
LIGA wird im Bereich der Mikrosystemtechnik, nicht zuletzt der Mikrooptik, angewandt, und zwar insbesondere dann, wenn Strukturen mit sehr hohen Aspektverhältnissen zu erzeugen sind.

## Prozessablauf

Prozessschritte des LIGA-Verfahrens zur Herstellung eines Form-Einsatzes für die Mikroabformung

1. Ausgangsmaterial ist ein ebenes Substrat, zum Beispiel ein Siliziumwafer oder eine polierte Scheibe aus Beryllium, Kupfer, Titan oder anderen Materialien. Das Substrat, soweit nicht schon elektrisch leitend, wird mit einer metallischen „Keimschicht“ (engl. seed layer) versehen, meist durch Sputterdeposition oder Aufdampfen. Auf die Startschicht wird ein dicker foto- oder röntgenempfindlicher Positivresist (oft PMMA) aufgebracht (Bild a), siehe Fotolithografie.
2. Der Resist wird belichtet (Bild b).
3. Nach dem Entwickeln der Fotolackschicht bleibt eine Negativform der Metallstruktur stehen, die in der Galvanik erzeugt werden soll (Bild c).
4. In einem galvanischen Verfahren wird ein Metall auf dem Substrat in den Bereichen abgeschieden, in denen der Resist beim Entwickeln entfernt (also die Keimschicht  freigelegt) worden ist (Bild d).
5. Nach dem Entfernen des Resists bleiben zunächst das Substrat, die Keimschicht und das galvanisch abgeschiedene Metall zurück (Bild e, oben). Jetzt gibt es verschiedene Möglichkeiten für das weitere Verfahren:
  1. Durch Ätzen der Keimschicht (die jetzt als Opferschicht fungiert) und eventuell des Substrats können direkt (kleine) metallische Bauteile hergestellt werden.
  2. Durch weitere Galvanik („Überwachsen“) und anschließendes Entfernen von Substrat und Keimschicht  kann aus der fotolithografisch erzeugten Mikrostruktur ein Formeinsatz erzeugt werden, der in ein Abformwerkzeug eingebaut wird, mit dem wiederum das letztendlich erwünschte Kunststoffbauteil abgeformt wird, beispielsweise durch Spritzgießen oder Heißprägen (Bild e, f, g).
  3. Alternativ kann der Formeinsatz direkt aus dem Substrat mit der fotolithografisch erzeugten Mikrostruktur herausgeschnitten werden (z. B. durch Funkenerosion) und in ein Abformwerkzeug eingebaut werden.

Wiederholt man die Schritte Belichten, Entwickeln und Galvanik mehrmals, so kann man komplexere Strukturen entwerfen, die sich aber zum Substrat (dem Wafer) hin verjüngen müssen, sonst würde sich das Bauteil nicht aus der Form lösen. Dies beschränkt die Komplexität der herzustellenden Struktur.
Benutzt man die mittels LIGA erzeugte Form zum Spritzgießen, ergibt sich eine Besonderheit im Gegensatz zur Herstellung makroskopischer Teile: es müssen keine Bohrungen für das Entweichen der in der Form vorhandenen Luft vorgesehen werden, da beim Herstellen von Bauteilen einiger hundert
Mikrometer Größe die Unebenheiten der Kontaktfläche von Form und Gegenstück für das Entweichen der Luft ausreichen. Nur die Bohrungen für das Zuführen des zu spritzenden Materials müssen erzeugt werden.

## Varianten
Je nach Art der Fotolithografie unterscheidet man zwischen Röntgen-LIGA, bei der Röntgenstrahlen (i. a. aus einem Synchrotron) verwendet werden, und UV-LIGA, bei der ultraviolettes Licht wie in der gängigen Halbleitertechnologie zur Anwendung kommt. UV-LIGA wurde im letzten Jahrzehnt des 20. Jahrhunderts durch die Entwicklung von neuen Fotolacken, insbesondere des SU-8, ermöglicht. Bis dahin war LIGA praktisch synonym mit Röntgen-LIGA.
Eine weitere Variante ist die Erzeugung eines Masters aus einem Silizium-Wafer mittels Fotolithografie und Siliziumtiefenätzen, mit nachfolgender Galvanik und (ggf.) Abformung. In Anlehnung an die traditionellen LIGA-Techniken wird dieses Verfahren, das wie die UV-LIGA im letzten Jahrzehnt des 20. Jahrhunderts eingeführt wurde, auch als Silizium-LIGA bezeichnet.
Sowohl UV-LIGA als auch Silizium-LIGA bieten geringere Präzision als die Röntgen-LIGA, erfordern aber auch in der Regel einen deutlich niedrigeren Kapitaleinsatz und werden deshalb bisweilen (im Wesentlichen wertneutral) als Poor Man's LIGA bezeichnet.

## Materialien
- Kunststoffe: PMMA, POM, PSU, PEEK, PVDF, PC, Flüssigkristallpolymer, PA, PE
- Metalle: Nickel, Kupfer, Gold, NiFe, NiP2
- Keramiken: PZT, PMNT, Aluminiumoxid, Zirconium(IV)-oxid

## Anwendungsbeispiele
Mittels LIGA-Technik werden Zahnräder für Miniaturgetriebe (zum Beispiel im Kopf eines Bohrers beim Zahnarzt) und mikrofeine Düsen für Filter hergestellt. Da insbesondere in der Mikrooptik die hohe Präzision des LIGA-Verfahrens zu Tragen kommt, gibt es viele Anwendungen in diesem Bereich, beispielsweise in Mikrospektrometern. Miniaturisierte Getriebe, die mittels LIGA-Technik hergestellt wurden, kann man aufgrund ihrer geringen Größe nicht schmieren. Deshalb besteht die Kunst der Entwicklung eines solchen Getriebes darin, Materialkombinationen zu finden, die selbstschmierend sind. So sind etwa zwei Zahnräder aus dem gleichen Material schlechter als die Kombination von bestimmten unterschiedlichen Materialien. Ein Mikro-Elektromotor besteht aus magnetischem Material, i. d. R. einer Nickel/Eisen-Legierung. Alle Bestandteile des Mikromotors werden in Mikrogalvanoformung hergestellt.